# Krystyna Zagórska
Krystyna Zagórska (ur. 20 marca 1956 w Rzeszowie) – polska koszykarka, medalistka mistrzostw Polski, reprezentantka Polski.

## Kariera sportowa
Karierę rozpoczęła w AZS Rzeszów, następnie była zawodniczką Spójni Gdańsk, z którą wywalczyła trzykrotnie wicemistrzostwo Polski (1978, 1979, 1980). W 1980 została zawodniczką Ślęzy Wrocław. Z wrocławskim klubem zdobyła również trzykrotnie wicemistrzostwo Polski (1982, 1984, 1985). Od 1985 występowała na Węgrzech, a w sezonie 1990/1991 ponownie reprezentowała barwy Ślęzy.
Z reprezentacją Polski juniorek zdobyła wicemistrzostwo Europy w 1975. Z reprezentacją Polski seniorek wystąpiła na mistrzostwach Europy w 1978 (5 m.) i 1983 (7 m.) oraz mistrzostwach świata w 1983 (7 m.).